# Tisséo
Tisséo-SMTC é uma companhia de transportes francesa criada em 2002. Atua na cidade de Toulouse, onde é responsável da rede de ônibus e do metrô.